# Aleksandr Trepov
Aleksandr Fjodorovitj Trepov, född 30 september 1862 i Kiev, Kejsardömet Ryssland (nu Ukraina), död 10 november 1928 i Nice, Frankrike, var en rysk ämbetsman och politiker.
Trepov var transportminister under Ivan Goremykin och Boris Stürmers ministärer och var pådrivande för järnvägsnätets utbyggnad. Efter att den konservativa Stürmer avskedats av tsar Nikolaj II utnämndes Trepov till ministerpresident (regeringschef) den 23 november 1916. Han försökte som ministerpresident förbättra det infekterade förhållandet till duman och inskränka Grigorij Rasputins makt över rysk politik. 
Då han misslyckades med sina föresatser och dessutom kommit i konflikt med den inflytelserika inrikesminister Aleksandr Protopopov tvingades han att avgå i januari 1917, tre månader innan februarirevolutionens utbrott. Efter bolsjevikernas oktoberrevolution 1917 flydde han via Finland till Frankrike där han intog en framträdande roll bland de ryska emigranterna och fortsatte därifrån sin kamp mot bolsjevikregimen genom att stödja den vita armén och förespråka militär intervention av västmakterna.
Trepov var son till Fjodor Trepov (1812-1889) som överlevde Vera Zasulitjs attentat och bror till generalen Dmitrij Trepov (1855-1906) som i egenskap av generalguvernör i Sankt Petersburg blev ryktbar för sin hänsynslöshet under den blodiga söndagen under ryska revolutionen 1905.